# Джо Баттом
Джо Баттом (англ. Joe Bottom, 18 квітня 1955) — американський плавець.
Призер Олімпійських Ігор 1976 року.
Чемпіон світу з водних видів спорту 1973, 1978 років.